# Chung Il-kwon
Chung Il-kwon (ko:정일권;丁一權, n. 21 noiembrie 1917, d. 17 ianuarie 1994) a fost un general și politician din Coreei de Sud, Ministrul Afacerilor Externe 1963 - 1964 și Prim-ministru al țării din 1964 până în 1970.